# Керкереданга
Керкереданга (фр. Kerkérédanga) — деревня в Чаде, расположенная на территории региона Борку. Входит в состав департамента Борку.

## География
Деревня находится в северной части Чада, в южной части Сахары, на высоте 273 метров над уровнем моря.
Керкереданга расположен на расстоянии приблизительно 763 километров к северо-востоку от столицы страны Нджамены. Ближайшие населённые пункты: Куфи, Амуль, Мордангай, Куркур, Файя-Ларжо, Торшанга, Таоланга, Со, Бесеме.
Климат деревни характеризуется как аридный жаркий (BWh в классификации климатов Кёппена).

## Транспорт
Ближайший аэропорт расположен в городе Файя-Ларжо.